# Milan Frýda
Milan Frýda (* 26. srpna 1965, Hradec Králové) je bývalý český fotbalista, záložník, reprezentant Československa.

## Fotbalová kariéra
Za československou reprezentaci odehrál roku 1991 jedno utkání (přátelský zápas se Švýcarskem), jednou startoval též v B mužstvu, jednou v olympijském výběru a 24x v reprezentaci do 21 let (dal za ni 5 branek). V lize odehrál 161 utkání a dal 16 gólů. Hrál za Slavii Praha (1984–1986, 1988–1990), RH Cheb (1986–1988), švýcarský Lausanne Sports (1990–1992) a SK Hradec Králové (1992–1994). Dvakrát startoval v evropských pohárech.

## Ligová bilance
| Ročník                                   | Zápasy | Góly | Klub              |
| ---------------------------------------- | ------ | ---- | ----------------- |
| 1. československá fotbalová liga 1984/85 | 14     | 0    | Slavia Praha      |
| 1. československá fotbalová liga 1985/86 | 24     | 0    | Slavia Praha      |
| 1. československá fotbalová liga 1986/87 | 22     | 2    | RH Cheb           |
| 1. československá fotbalová liga 1987/88 | 16     | 2    | RH Cheb           |
| 1. československá fotbalová liga 1988/89 | 30     | 4    | Slavia Praha      |
| 1. československá fotbalová liga 1989/90 | 23     | 2    | Slavia Praha      |
| Švýcarská Super League 1990/91           | 30     | 1    | Lausanne Sports   |
| Švýcarská Super League 1991/92           | 25     | 1    | Lausanne Sports   |
| 1. československá fotbalová liga 1992/93 | 23     | 4    | SK Hradec Králové |
| 1. česká fotbalová liga 1993/94          | 8      | 0    | SK Hradec Králové |
| LIGA CELKEM                              | 216    | 18   |                   |

## Trenérská kariéra
Po ukončení aktivní kariéry se věnuje práci s mládeží, v současnosti působí jako trenér A mužstva TJ Lokomotiva Hradec Králové a od roku 2006 má také svůj fotbalový kemp pro děti a mládež.